# Magyarországi Kommunikációs Ügynökségek Szövetsége
A Magyarországi Kommunikációs Ügynökségek Szövetsége (MAKSZ) a marketingkommunikációs ügynökségek mindennapi munkáját elősegítő érdekképviseleti tevékenységet lát el és ehhez kapcsolódó projekteket menedzsel. További fő célja az érdekek mentén szerveződő egységes fellépés, valamint az összehangolt kommunikáció a piaci szereplőkkel. Hagyományt teremtő rendezvényei közé tartozik a MAKSZ Reklámbál, az Arany Penge Kreatív Fesztivál és az EFFIE, amelyet közösen szervez a Reklám Világszövetség Magyar Tagozatával.

## A MAKSZ története
A Magyarországi Kommunikációs Ügynökségek Szövetségét (MAKSZ) 1995. májusában hozta létre 13 vezető magyarországi reklámügynökség (akkoriban még mint Magyarországi Reklámügynökségek Szövetsége). A fő cél az volt, hogy önálló, speciálisan az ügynökségi iparágra koncentráló érdekvédelmi szervezet jöjjön létre. A Szövetség létszáma azóta 56 tagra emelkedett.
A MAKSZ tagja az Európai Kommunikációs Ügynökségek Szövetségének (EACA), mely a legmagasabb szintű ügynökségi érdekképviseleti szerv a világon. Segítségükkel számos külföldi tapasztalat feldolgozása révén segíti a hazai marketingkommunikációs ipar fejlődését.

## Tagok
- Reklámügynökségi tagozat: ACG, Akció-NXS, Atlantic Star, BBDO Budapest, Café Creative, Café Reklám, Corvus Design Reklámügynökség, D'Arcy Avenue Reklámügynökség, Euro RSCG Budapest, Grey Group Hungary, hat, McCann Erickson Budapest, Ogilvy&Mather Budapest, Publicis Reklámügynökség, Republic of Art, Saatchi & Saatchi, Sky Marketing Communications, Tonic Budapest, Well Reklámügynökség, Young & Rubicam Budapest

- Média tagozat: Aegis Media, Initiative, Maximize, MC Media Company, Media Planning Group Hungary, Mediaedge:cia Hungary, MindShare, OmnicomMediaGroup, PanMedia Western, PHD Hungary, Starcom, Universal McCann Budapest, Zenith Optimedia

- BTL tagozat: Café Contact, Café Melange, Createam Promotion, Extreme Rendezvényügynökség, HD Group, HPS, Human Telex, Lauritzen Marketing, Multeam Rendezvényügynökség, Nexus Event BTL Ügynökség, PROHOME, Roxer Event&More Ügynökség, Sensation Event Marketing, Special Event Budapest, We Love Kreatív, Wunderman

- Online tagozat: ActiveAgent, Café Click!, eMission, Fastbridge Hungary, Kirowski, Korubo, PanMedia Western, Sign

## Rendezvények

### Effie- Reklámhatékonysági fesztivál
Az EFFIE díj a marketing és kommunikációs szakma egyik világszerte legkiemelkedőbb elismerése, amelyet a New York-i Amerikai Marketing Szövetség (New York AMA) alapított 1968-ban. Az EFFIE célja az olyan hatékony reklámkampányok elismerése, amelyek az adott piaci környezetben ténylegesen beváltották a hozzájuk fűzött reményeket. Az EFFIE az egyetlen olyan szakmai díj, amely a kreativitáshoz hozzárendeli a marketing- és reklámcélok megvalósításának sikerét is, azaz az egyetlen, amely a reklám mögötti valódi célt, az eredményességet díjazza.
A magyar EFFIE szervezői - Magyarországi Kommunikációs Ügynökségek Szövetsége (MAKSZ) és a Reklám Világszövetség Magyar Tagozata (IAA) – 2009-ben már nyolcadszor szervezték meg a versenyt, lehetőséget biztosítva a magyar marketing-kommunikációs szakma számára, hogy eredményeit és erősségeit az EFFIE hatékonyság-orientált mérlegére helyezhesse.

### Arany Penge Kreatív Fesztivál
Az 1999-ben alapított Arany Penge a magyarországi kreatív szakmában tevékenykedők által leginkább elfogadott díj. A versenyen magyarországi felhasználásra készült, magyarországi médium által közzétett, illetve Magyarország területén megvalósult eredeti kereskedelmi, illetve társadalmi célú kommunikációs szolgáltatások indulhatnak. A pályamunkákat komplex zsűri értékeli, amelynek tagjai különböző marketingkommunikációs területekről (ATL, BTL, média, online, ügyfél) érkeznek.

### MAKSZ Reklámbál
A Szövetség 1995 óta minden évben megrendezi a MAKSZ Reklámbált. Az esemény fő célja az ügynökségek, médiumok és ügyfelek vezető képviselőinek kötetlen formában, mégis elegáns környezetben történő találkozása, az üzleti kapcsolatok ápolása, építése.